# Біла Криниця (Васильківці)
Бі́ла Крини́ця — джерело, гідрологічна пам'ятка природи місцевого значення в Україні. Розташована біля села Васильківці Чортківського району Тернопільської області, в межах урочища «Юрківці».
Площа — 0,02 га. Оголошене об'єктом природно-заповідного фонду рішенням Тернопільської обласної ради від 21 серпня 2000 року № 187. Перебуває у віданні Васильковецької сільської ради.
Під охороною — джерело питної води, що має науково-пізнавальне та історико-культурне значення. Легенда пов'язує виникнення Білої криниці з церквою, що провалилася під землю в час набігу татар; на її місці виникло джерело.